# Бониселли, Фиорелла
Фиорелла Бониселли (исп. Fiorella Bonicelli; р. 21 декабря 1951) — уругвайская теннисистка, победительница Открытого чемпионата Франции в женском парном (1976) и смешанном парном (1975) разряде.

## Спортивная карьера
В середине 1970-х годов Бониселли дважды подряд выигрывала в паре Открытый чемпионат Франции. В первый раз это произошло в 1975 году, когда она победила в смешанном парном разряде с бразильцем Томасом Кохом. Среди побеждённых бразильско-уругвайской парой оказался и советский теннисист Анатолий Волков. Второй титул Бониселли завоевала год спустя уже в женских парах, где её партнёршей была французская спортсменка Гейл Ловера. Бониселли оставалась единственной представительницей Уругвая, побеждавшей в турнирах Большого шлема, до 2008 года, когда Пабло Куэвас победил в мужском парном разряде также на Открытом чемпионате Франции. Она также дошла до полуфинала на Уимблдонском турнире 1973 года в женском парном разряде с Марией Исабель Фернандес из Колумбии, победив по пути посеянных вторыми Маргарет Корт и Лесли Хант, и неоднократно выходила в четвертьфинал в парах на этих двух соревнованиях.
В одиночном разряде лучшим результатом Бониселли в турнирах Большого шлема был выход в четвертьфинал Открытого чемпионата Франции в 1977 году. В 1972 году она побывала в финале Открытого чемпионата Аргентины в Буэнос-Айресе (проиграв Вирджинии Уэйд), а в 1977 году — в финале турнира в Монте-Карло (где её обыграла Хельга Мастхофф). С 1972 по 1977 год (и после долгого перерыва снова в 1986 году) она выступала за сборную Уругвая в Кубке Федерации, выиграв в общей сложности 17 встреч (11 в одиночном разряде) и проиграв 12 (4 в одиночном разряде). Особенно успешным для неё оказался турнир 1972 года, когда она принесла команде семь очков в девяти встречах, внеся решающий вклад в победы над сборными Мексики, Австрии и Бразилии.
Спортивные успехи Бониселли принесли ей в 1972 году первый в истории уругвайского спорта приз Charrúa de Oro, присуждаемый национальной ассоциацией спортивных журналистов. Проживая после окончания теннисной карьеры во Франции, она увлеклась гольфом и в дальнейшем выиграла несколько ветеранских турниров, в том числе международных.

## Участие в финалах турниров Большого шлема за карьеру (2)

### Женский парный разряд (1)
Победа (1)
| Год  | Турнир                     | Партнёр     | Соперники в финале          | Счёт в финале |
| ---- | -------------------------- | ----------- | --------------------------- | ------------- |
| 1976 | Открытый чемпионат Франции | Гейл Ловера | Хельга Мастхофф Кэти Хартер | 6-4, 1-6, 6-3 |

### Смешанные пары (1)
Победа (1)
| Год  | Турнир                     | Партнёр   | Соперники в финале         | Счёт в финале |
| ---- | -------------------------- | --------- | -------------------------- | ------------- |
| 1975 | Открытый чемпионат Франции | Томас Кох | Пэм Тигарден Хайме Фильоль | 6-4, 7-6      |